# Ternivka, Markivka
Ternivka (în ucraineană Тернівка) este un sat în comuna Heraskivka din raionul Markivka, regiunea Luhansk, Ucraina.

## Demografie
Componența lingvistică a localității Ternivka
     Ucraineană (97,05%)
     Rusă (2,58%)
     Alte limbi (0,37%)
Conform recensământului din 2001, majoritatea populației localității Ternivka era vorbitoare de ucraineană (97,05%), existând în minoritate și vorbitori de rusă (2,58%).